# Castello di Palmira
Il castello di Palmira, noto anche come castello Fakhr-al-Din al-Ma'ani (in arabo قلعة فخر الدين المعني‎?) o castello di Tadmor, è un castello che domina la città di Tadmor (o Palmira moderna), nel governatorato di Homs, in Siria.
Dal 1980, inquadrato all'interno del sito archeologico dell'antica città romana di Palmira, è stato riconosciuto come patrimonio UNESCO.

## Storia
Si pensa che il castello sia stato costruito dai Mamelucchi nel XIII secolo su un'alta collina che domina il sito storico di Palmira, e prende il nome dall'emiro druso Fakhr-al-Din II, che estese i domini drusi alla regione di Palmira durante il XVI secolo.
Il castello, che sorgeva su un substrato roccioso rialzato, era una posizione ben difesa per una fortificazione con mura spesse e alte, ed era circondato anche da un fossato con un solo accesso disponibile tramite un ponte levatoio.
Il sito del castello e di Palmira è diventato Patrimonio dell'Umanità UNESCO nel 1980, in riconoscimento delle monumentali rovine di una grande città, uno dei più importanti centri culturali del mondo antico. Il sito è stato dichiarato monumento nazionale in Siria e nel 2007 è stata istituita una zona cuscinetto.

### Guerra civile siriana
Nel 2013, a causa della guerra civile siriana in corso, il sito storico è stato inserito nell'elenco dei Patrimoni dell'umanità in pericolo.
Il castello fu conquistato dallo Stato Islamico dell'Iraq e del Levante durante la prima offensiva di Palmira nel maggio 2015. Fu riconquistata dalle forze governative siriane durante un'altra offensiva nel marzo 2016. I combattenti dell'ISIS in ritirata fecero saltare in aria parti del castello, inclusa la scalinata che conduce all'ingresso, causando ingenti danni. La struttura di base è ancora intatta e il direttore siriano delle antichità, Maamoun Abdelkarim, dichiarò che i danni sono riparabili e che il castello dovrà essere restaurato. Il castello venne nuovamente conquistato dai miliziani dell'ISIS nel dicembre 2016 a seguito della sconfitta nella quarta offensiva di Palmira. Tuttavia, l'esercito siriano riconquistò l'antica città e il castello dopo un assalto il 1° marzo 2017, ottenendone il definitivo controllo.
In seguito all'offensiva in Siria del 2024 perpetrata dalle forze di opposizione dal governo Assad, gli scontri, iniziati nel nord della Siria, raggiunsero il Governatorato di Homs. Dopo la caduta di Hama, le forze ribelli liberarono la città di Homs e successivamente presero il controllo, in seguito ad una battaglia nel distretto di Tadmor, il 7 dicembre 2024 della città antica romana e del castello di Palmira. Il giorno seguente le forze di opposizione presero Damasco, ponendo fine al lungo regime degli Assad durato cinquant'anni.

## Galleria d'immagini

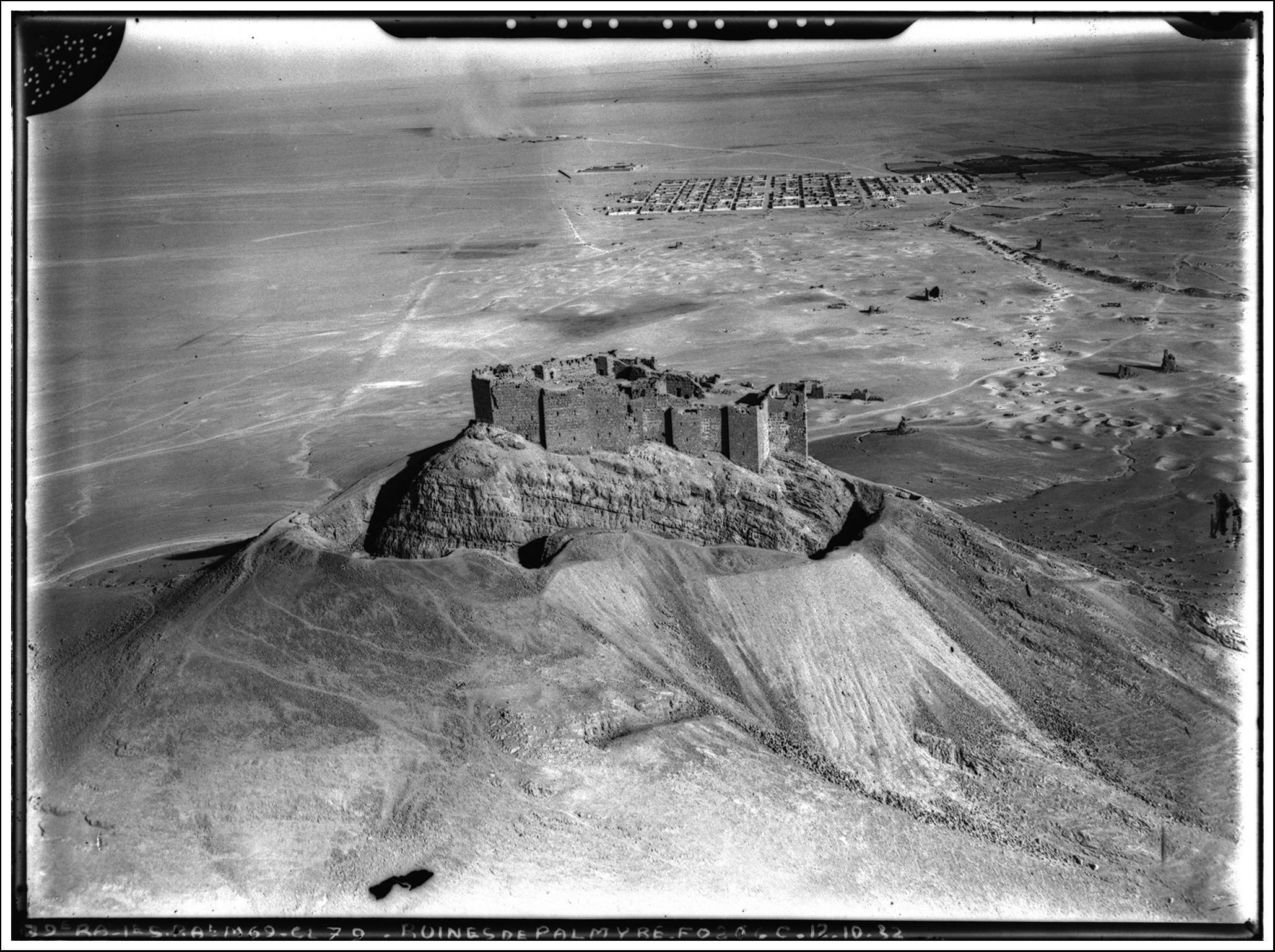
Vista aerea del castello nel 1932.
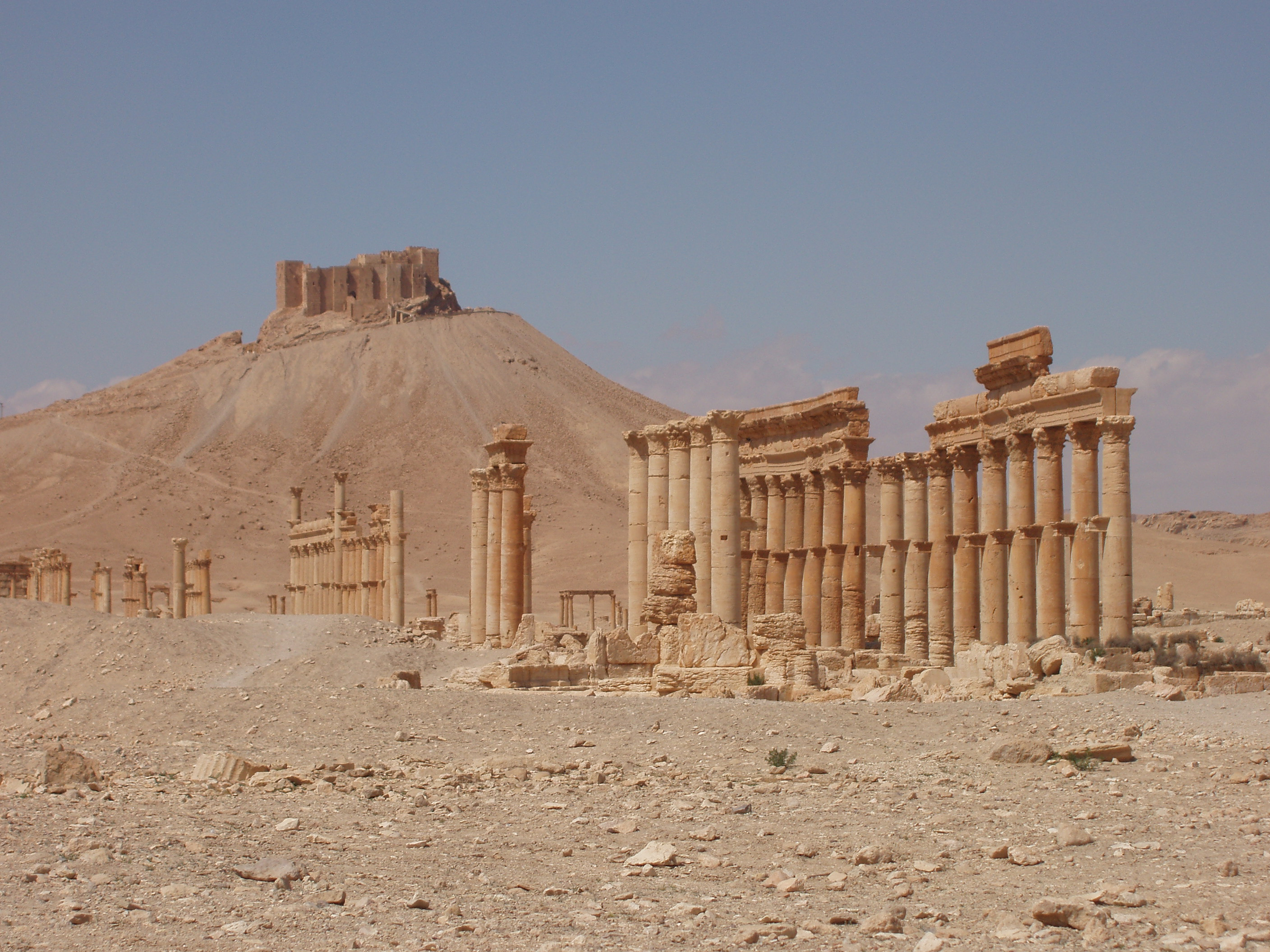
Il castello visibile dalle rovine dell'antica città romana di Palmira, marzo 2006.
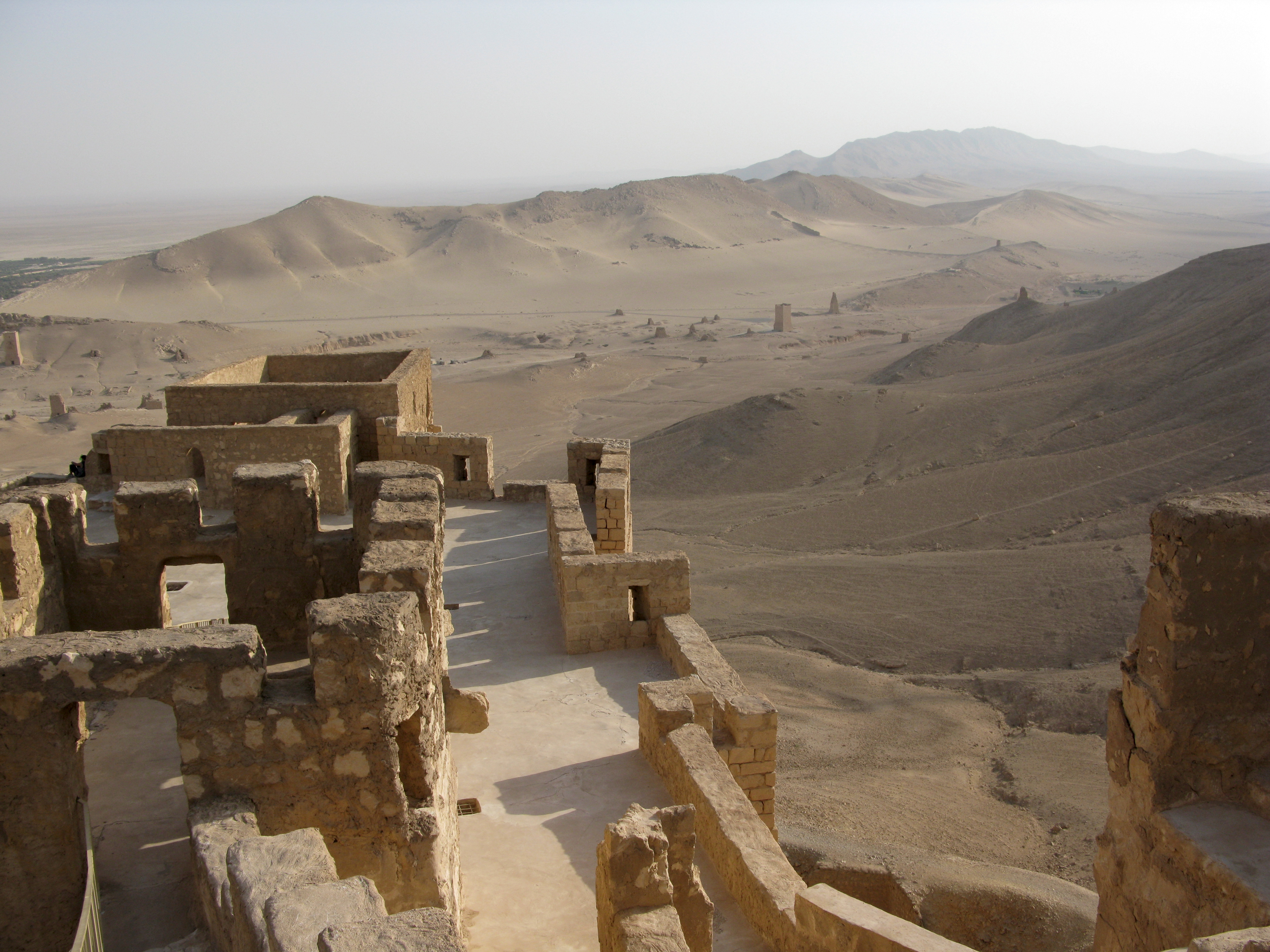
Vista della valle dal tetto del castello, agosto 2008.
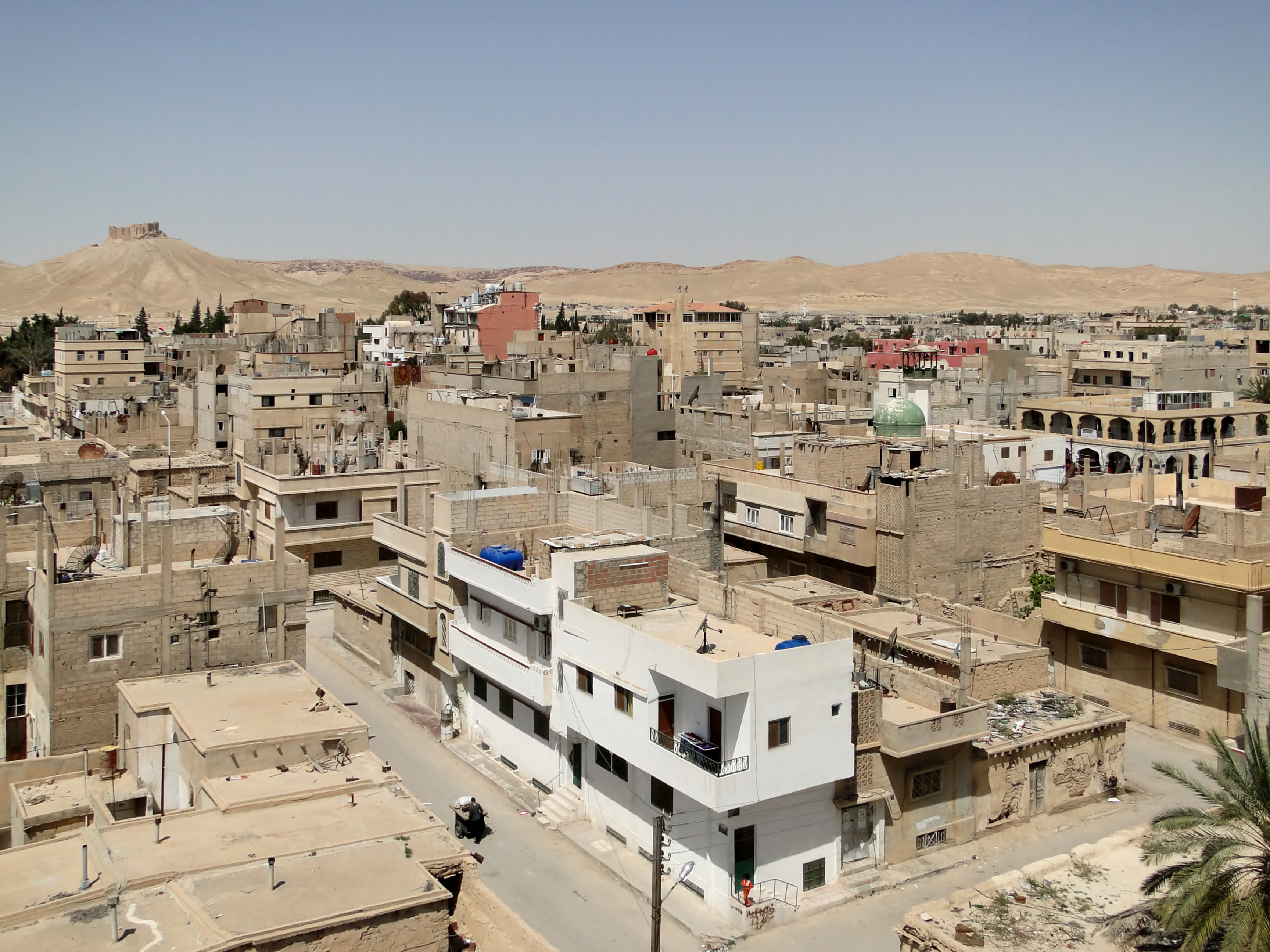
Il castello di Palmira visto dalla città di Tadmor, aprile 2010.
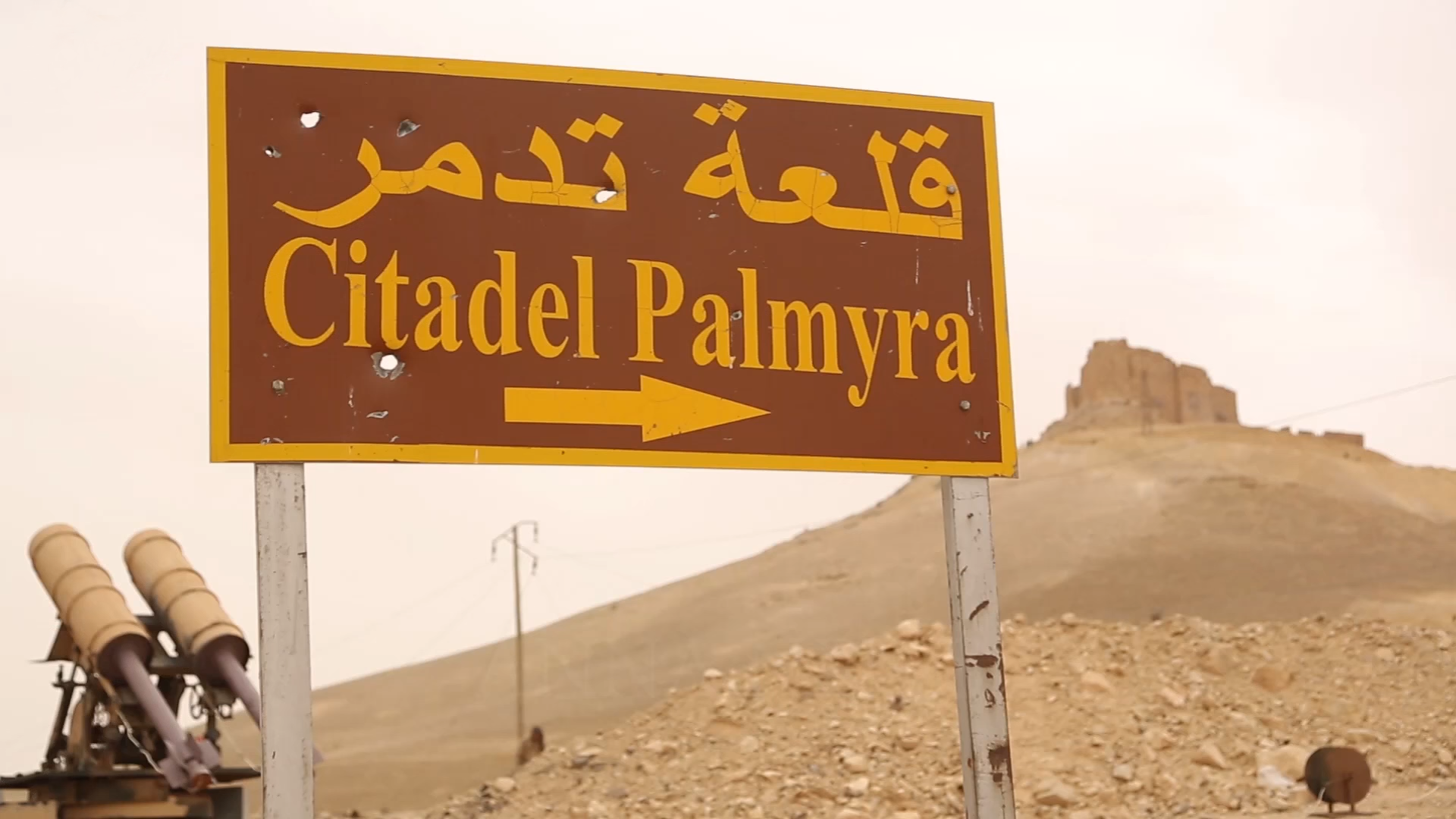
Il castello fotografato alla fine della terza offensiva di Palmira, marzo 2016.